# Striga hirsuta
Striga hirsuta là loài thực vật có hoa thuộc họ Cỏ chổi. Loài này được Benth. miêu tả khoa học đầu tiên năm 1846.